# Xestia lyngei
Xestia lyngei is een vlinder uit de familie uilen (Noctuidae). De wetenschappelijke naam is voor het eerst geldig gepubliceerd in 1923 door Rebel.
De soort komt voor in Europa.